# And All That Could Have Been
Albums de Nine Inch Nails
Things Falling Apart (Halo 16)
(2000) The Hand That Feeds (Halo 18)
(2005)
And All That Could Have Been (également connu sous le nom Halo 17) est un album live du groupe de metal industriel américain Nine Inch Nails, sorti en janvier 2002.
À cette époque, Trent Reznor rencontre des problèmes avec la drogue qui le conduisent vers une cure de désintoxication, en 2002, au moment où sort l'album live, aussi disponible en DVD, et qui montre l'énergie du groupe sur scène[réf. nécessaire].

## Présentation
And All That Could Have Been (Halo 17) est le premier live du groupe. Il contient 16 chansons enregistrées lors de la tournée Fragility V2.0 aux États-Unis, en 2000.
Cet album, attendu tout au long de l'année 2001 et dont la sortie est prévue le 11 décembre 2001 (tel que diffusé lors de diverses annonces et teasers dans les mois précédant sa sortie finale), n'est finalement publié que début 2002 et paraît simultanément en CD, DVD et cassette VHS.
Il existe deux versions de l'ensemble : une édition limitée « deluxe », emballée dans un étui en tissu gris qui contient à la fois le CD Live et un disque supplémentaire intitulé Still, livré dans un digipack repliable, et l'édition standard qui ne contient que le disque du Live dans un digipack unique.
Le disque Still est également disponible séparément, à l'origine, par commande postale sur le site officiel de Nine Inch Nails.

## Détails de l'édition CD

### Disque 1:Live(Halo 17a)
Le live est un enregistrement "agressif" des performances de la tournée Fragility V2.0. Sans introduction, il commence immédiatement avec Terrible Lie,,.
Les chansons sont arrangées différemment de leurs versions studio.
Toutes les chansons sont écrites et composées par Trent Reznor.
| Liste des titres | Liste des titres            | Liste des titres | Liste des titres | Liste des titres | Liste des titres | Liste des titres | Liste des titres | Liste des titres | Liste des titres |
| No               | Titre                       | Durée            |                  |                  |                  |                  |                  |                  |                  |
| ---------------- | --------------------------- | ---------------- | ---------------- | ---------------- | ---------------- | ---------------- | ---------------- | ---------------- | ---------------- |
| 1.               | Terrible Lie                | 4:59             |                  |                  |                  |                  |                  |                  |                  |
| 2.               | Sin                         | 4:15             |                  |                  |                  |                  |                  |                  |                  |
| 3.               | March of the Pigs           | 4:14             |                  |                  |                  |                  |                  |                  |                  |
| 4.               | Piggy                       | 4:51             |                  |                  |                  |                  |                  |                  |                  |
| 5.               | The Frail                   | 1:42             |                  |                  |                  |                  |                  |                  |                  |
| 6.               | The Wretched                | 5:24             |                  |                  |                  |                  |                  |                  |                  |
| 7.               | Gave Up                     | 4:15             |                  |                  |                  |                  |                  |                  |                  |
| 8.               | The Great Below             | 5:08             |                  |                  |                  |                  |                  |                  |                  |
| 9.               | The Mark Has Been Made      | 3:46             |                  |                  |                  |                  |                  |                  |                  |
| 10.              | Wish                        | 3:40             |                  |                  |                  |                  |                  |                  |                  |
| 11.              | Suck                        | 4:14             |                  |                  |                  |                  |                  |                  |                  |
| 12.              | Closer                      | 5:38             |                  |                  |                  |                  |                  |                  |                  |
| 13.              | Head Like a Hole            | 4:54             |                  |                  |                  |                  |                  |                  |                  |
| 14.              | The Day the World Went Away | 6:29             |                  |                  |                  |                  |                  |                  |                  |
| 15.              | Starfuckers, Inc.           | 5:31             |                  |                  |                  |                  |                  |                  |                  |
| 16.              | Hurt                        | 5:00             |                  |                  |                  |                  |                  |                  |                  |
| 73:59            |                             |                  |                  |                  |                  |                  |                  |                  |                  |

### Disque 2:Still(Halo 17b)
Still contient des "restitutions subjuguées" (versions déconstruites) de chansons plus anciennes et de cinq nouveaux morceaux. Selon le site web de NIN, quatre de ces chansons ont été « enregistrées en live de façon déconstruite ». Les instruments comprennent le piano, la guitare acoustique, le piano électrique ou d'autres instruments « réels » soutenus par des textures de synthèse générées par ordinateur.
En 2004, Reznor déclare que Adrift and at Peace est la conclusion du titre La Mer, extrait de The Fragile.
Certaines des pistes de Still sont des évolutions de thèmes rejetés et écrits, à l'origine, pour le thriller Photo Obsession (en anglais : One Hour Photo, 2002) de Mark Romanek.
Leaving Hope est aussi le nom sous lequel Reznor publie sa musique depuis le début de sa carrière d'auteur-compositeur. Reznor permet, plus tard, à Leaving Hope d'être utilisé dans une annonce du service public américain pour le secours aux sinistrés de l'ouragan Katrina.
Les vidéos des prestations de Something I Can Never Have, Gone, Still (avec Jérôme Dillon) et The Becoming (avec Dillon et Danny Lohner) sont publiées sur le site officiel de Nine Inch Nails.
Toutes les chansons sont écrites et composées par Trent Reznor.
| Liste des titres | Liste des titres             | Liste des titres | Liste des titres | Liste des titres | Liste des titres | Liste des titres | Liste des titres | Liste des titres | Liste des titres |
| No               | Titre                        | Durée            |                  |                  |                  |                  |                  |                  |                  |
| ---------------- | ---------------------------- | ---------------- | ---------------- | ---------------- | ---------------- | ---------------- | ---------------- | ---------------- | ---------------- |
| 1.               | Something I Can Never Have   | 6:39             |                  |                  |                  |                  |                  |                  |                  |
| 2.               | Adrift and at Peace          | 2:53             |                  |                  |                  |                  |                  |                  |                  |
| 3.               | The Fragile                  | 5:12             |                  |                  |                  |                  |                  |                  |                  |
| 4.               | The Becoming                 | 4:30             |                  |                  |                  |                  |                  |                  |                  |
| 5.               | Gone, Still                  | 2:36             |                  |                  |                  |                  |                  |                  |                  |
| 6.               | The Day the World Went Away  | 5:17             |                  |                  |                  |                  |                  |                  |                  |
| 7.               | And All That Could Have Been | 6:15             |                  |                  |                  |                  |                  |                  |                  |
| 8.               | The Persistence of Loss      | 4:04             |                  |                  |                  |                  |                  |                  |                  |
| 9.               | Leaving Hope                 | 5:57             |                  |                  |                  |                  |                  |                  |                  |
| 43:24            |                              |                  |                  |                  |                  |                  |                  |                  |                  |

## DVD
Albums de Nine Inch Nails
Closure
(1997) Beside You in Time
(2007)
La version DVD, produite par Trent Reznor et dirigée par Rob Sheridan, comprend des séquences vidéo de la tournée Fragility V2.0 (2000). Sheridan et d'autres membres de l'équipe du groupe ont filmé la tournée à l'aide de caméras DV grand public et le DVD est ensuite monté en interne, au studio Reznor à la Nouvelle-Orléans, où Sheridan et Reznor l'éditent sur Mac avec Final Cut Pro et le compilent avec DVD Studio Pro.
Le contenu utilisé est, donc, pris à partir de spectacles multiples montés ensemble pour s'apparenter à une performance unique. La vidéo est filmée tout au long de la tournée et l'audio est extrait de quatre ou cinq spectacles.
Bien que Reznor ait initialement embauché une compagnie de tournage, il change d'avis en raison du coût et de son expérience sur The Downward Spiral Tour, voulant capturer les spectacles d'un point de vue plus réaliste. Cette décision permet à l'équipe de revoir les prises chaque nuit, dans le bus de tournée, leur permettant de savoir sur quoi se concentrer lors du prochain spectacle.
Il en résulte une vidéo sombre et enfumée plutôt que polie, les caméras sont parfois tremblantes et il n'y a pas de coups de grue de balayage.

### Liste des titres
| 1.  | The New Flesh / Pinion | 1:02 |
| 2.  | Terrible Lie           | 5:07 |
| 3.  | Sin                    | 4:16 |
| 4.  | March of the Pigs      | 4:07 |
| 5.  | Piggy                  | 4:58 |
| 6.  | The Frail              | 1:46 |
| 7.  | The Wretched           | 5:33 |
| 8.  | Gave Up                | 4:26 |
| 9.  | La Mer                 | 4:46 |
| 10. | The Great Below        | 5:08 |
| 11. | The Mark Has Been Made | 3:45 |
| 12. | Wish                   | 3:42 |
| 13. | Complication           | 2:00 |

| 1.   | Suck | 4:10  |
| 2.   | Closer | 6:08  |
| 3.   | Head Like a Hole                                                                                          | 5:51  |
| 4.   | Just Like You Imagined                                                                                    | 3:53  |
| 5.   | Starfuckers, Inc.                                                                                         | 5:43  |
| 6.   | Hurt | 4:31  |
| 7.   | Credits                                                                                                   | 4:45  |
|      | 'Suppléments'                                                                                             |       |
| 8.   | Still Gallery                                                                                             | 2:49  |
| 9.   | Audio Commentary (Director-Artist Bill Viola Discusses The Video Sequence He Created For The Performance) | 16:05 |
|      | Beneath The Surface                                                                                       |       |
| 10.  | Reptile                                                                                                   | 6:24  |
| 11.  | The Day the World Went Away (Clip inédit)                                                                 | 6:36  |
| 12.  | TV Commercial: Ninetynine                                                                                 | 0:30  |
| 13.  | TV Commercial: The Fragile                                                                                | 0:30  |
| 14.  | TV Commercial: Things Falling Apart                                                                       | 1:02  |
| 15a. | Starfuckers, Inc. (feat. Marilyn Manson) (Live at Madison Square Garden, New York (2000))                 | 2:30  |
| 15b. | The Beautiful People (feat. Marilyn Manson) (Live at Madison Square Garden, New York (2000))              | 3:53  |

## Crédits
| - Trent Reznor : chant, guitare, claviers, basse, Prophet VS synthétiseur, piano - Danny "Renholdër" Lohner : basse, guitare, synthétiseur, chœurs - Robin Finck : guitare électrique, synthétiseur, EBow, claviers, chœurs - Charlie Clouser : synthétiseur, thérémine, vocodeur, chœurs - Jerome Dillon (en) : batterie, guitare acoustique | - Production : Trent Reznor - Programmation : Keith Hillebrandt, Charlie Clouser - Ingénierie : Alan Moulder, Dave Ogilvie, Jon Lemon, Leo Herrera, Paul Forgues - Mixage : Alan Moulder, Dave Ogilvie - Mastering : Tom Baker - Photographie : David Carson, Rob Sheridan - Artwork : David Carson |